# A-Hmao
Die A-Hmao (Alternativbezeichnungen: Big Flowery-Miao und Flowery-Miao) sind eine ethnische Gruppe der Miao-Nationalität in der Volksrepublik China.

## Gebiet
Sie stammen ursprünglich aus den chinesischen Provinzen Yunnan und Sichuan. Inzwischen lebt ein Teil von ihnen auch in Guizhou. Die Zahl der A-Hmao übersteigt 400.000.
Sie sprechen die Miao-Sprache Hmong Dian, die von offizieller chinesischer Seite als Dialekt des Miao bezeichnet wird. Früher lebten sie in Sklaverei für die Nosu Yi.
Viele der A-Hmao sind Christen und es ist ein Neues Testament in ihrer Sprache vorhanden.